# San Luis Potosí Challenger 2004
Il San Luis Potosí Challenger 2004 è stato un torneo di tennis facente parte della categoria ATP Challenger Series nell'ambito dell'ATP Challenger Series 2004. Il torneo si è giocato a San Luis Potosí in Messico dal 5 all'11 aprile 2004 su campi in terra rossa.

## Vincitori

### Singolare
Mariano Delfino ha battuto in finale  Sergio Roitman con il punteggio di 6–4, 6–4.

### Doppio
Tuomas Ketola /  Rogier Wassen hanno battuto in finale  Marcelo Amador /  Jorge Haro con il punteggio di 6–2, 6–2.